# Nowy Olesiec
Nowy Olesiec – wieś w Polsce położona w województwie wielkopolskim, w powiecie pleszewskim, w gminie Chocz.
W latach 1975–1998 miejscowość administracyjnie należała do województwa kaliskiego.
W 1901 w Nowym Oleścu urodził się Józef Fibich, kawaler Orderu Virtuti Militari.